# Megachile sikorae
Megachile sikorae är en biart som beskrevs av Heinrich Friese 1900. Megachile sikorae ingår i släktet tapetserarbin, och familjen buksamlarbin. Inga underarter finns listade i Catalogue of Life.